# Bărăști (okręg Buzău)
Bărăști – wieś w Rumunii, w okręgu Buzău, w gminie Cislău. W 2011 roku liczyła 671 mieszkańców.